# Szélhámosság
A szélhámos szót a német «Schwindler» értelmében használják a szolgai fordítás révén keletkezett szédelgő mellett. A szélhámos olyan személy, aki hazudozással, ígéretek szándékos megszegésével, hitegetéssel vagy bármi más módon félrevezet, becsap, rászed másokat.
A szélhámosság kifejezést főként a köznyelv és az irodalmi nyelv használja. A szélhámos cselekménye a büntetőjogban - általában - csalásnak minősül.

## A szélhámos fogalma
A szélhámos a másik fél rovására érdemtelennek tartott előnyre tesz szert arra alapozva, hogy a másik fél nincs eléggé tudatában vagy egyáltalán nincs is tisztában olyan körülménnyel, amely az adott helyzet helyes értelmezéséhez elengedhetetlen.
A szélhámosság fogalmának három kulcsfontosságú feltétele van:
- a szélhámossal ellentétben a másik fél valami miatt nem elégségesen tájékozott a valóságos helyzetről, a valóságtól eltérő illúziója van a másik félnek;

- a szélhámos aktívan cselekszik azért, hogy ez az illúzió létrejöjjön, ez nevezhető szándékos félrevezetésnek is;

- a félrevezető illúzió következtében érdemtelennek tartott előnyre tesz szert a szélhámos.

A szélhámossághoz közeli fogalmaktól való elkülönítésnél alapvetően vizsgálandó kérdés, hogy van-e szándékos félrevezetés, és az ezzel szerzett előnyt érdemtelennek tartják-e.

## Nem szélhámosok
A szélhámosság fogalmának finomítását elősegítik a szélhámosságot nem kielégítő példák mutatása.
A bűvészek, illuzionisták a szélhámosokhoz hasonlóan arra alapoznak, hogy a szórakoztatott közönség általában nem veszi észre a trükkökhöz szükséges ügyeskedéseket. Azaz így végül is a közönség a tényleges valóságtól eltérően értelmezi a szemük láttára zajló eseményeket, a mutatványt, és végül a végső állapot nagy meglepetésként jelentkezik. Ezen szórakoztató művészek abból a lényeges szempontból térnek el a szélhámosoktól, hogy mutatványukkal nem tesznek szert érdemtelennek tartott előnyre. Sőt gyakorlatilag semmilyen előnyre sem tesznek szert, ha nem tekintjük előnynek, hogy van munkájuk és megélhetésük. Az is lényeges eltérés a szélhámosoktól, hogy a másik fél, a közönség annak tudatában nézi a mutatványokat, hogy eleve tudják, hogy valami turpisság van benne. Azaz a másik fél teljesen önkéntes.
Szélhámosság fogalmának nehézségét mutatja, hogy az előbbiek ellenére mégis bizonyos esetekben, például kanálgörbítés esetén, fel szokták vetni a kérdést, hogy a szórakoztató művész nem szélhámoskodik-e. Ez mutatja, hogy hiába önkéntes a szórakoztatott közönség, hiába nincs igazi nagy haszna a művésznek, mégis mintha lenne egy nem könnyen megmondható és még nehezebben ellenőrizhető határmezsgye az elfogadott bűvész mutatvány és az elfogadhatatlan szélhámosság között.
Spekulánsok, gazdasági vagy telekspekulánsok is hasonlítanak a szélhámoshoz abban, hogyha mindenki hozzájuk hasonló információk birtokában lenne, akkor nem tudnák a spekulációs vásárlásaikat és eladásaikat elvégezni, mert a másik fél is éppen hasonló információk birtokában nem mondana le a spekuláns javára az adás-vételi spekulációs haszonról. Tehát spekulációnál is jelen van az a motívum, hogy a spekuláns a valósághoz közelebbi információval rendelkezik, mint a másik fél. A jelentős eltérés ott van, hogy a spekulánsok a szélhámosokkal ellentétben saját maguk nem járulnak hozzá aktívan ahhoz, hogy a másik fél ne legyen kellően tájékozott, mindössze gondosan hallgatnak arról, amit ők tudnak. Éppen emiatt a spekulánsokat jogilag nem tartják szélhámosnak, és az erkölcsi megítélés pedig vegyes.

## Szélhámos csikó
A szélhámosság fogalmából az illúzió fogalmát teszi szemléletessé a szélhámos csikó fogalma. A fiatal csikót, még a tényleges igavonó hámba fogás előtt időben rendszeres járáshoz, közlekedéshez kell szoktatni. Ezért a tényleges igavonók mellé a szélre kötötték, a mintegy a szélső hámba fogták be a csikót. Mindez távolról, oldalnézetből úgy nézett ki, mintha a szélhámos csikó is húzná a szekeret. Ez egy színtiszta illúzió, a régi falusi hétköznapokból.

## Szélhámosságok a magánéletben
- sunnyogás, elfoglaltságra hivatkozás. Családban, szűkebb baráti körben, régen a sorkatonai szolgálat közben visszatérő erkölcsi probléma volt, hogy valaki kihúzza magát a mindennapi élet apró, de mégis elvégzendő munkái egy része alól. Ez neki kényelem, a környezetének rovására. Ezt fakír környezettől eltekintve csak szélhámossággal teheti meg. Olyan illúziót kelt, mintha valami egyéb közérdekű vagy valami nagyon fontos dolgot csinálna. Picit nagyobb közösség esetén a legegyszerűbb kivitelezés a sunnyogás, azaz az illető valami miatt nincs jelen. Hogy mi miatt, hát éppen ott lehet számára kedvező eltérés a valóság és a közösség illúziója között. Kisebb közösségnél, családnál a nagyon fontos, magasztosabb teendőkre hivatkozás egy bevált egyszerű módszer.

- félrelépések, megcsalások. Ezt részletezni nem szükséges: a megcsalt fél más illúzióban él, mint aki szándékosan visszatartja az információkat és szándékosan eltünteti a ráutaló közvetett jeleket.

## Szélhámosságok a hétköznapi- és közéletben
- lakásmaffiák. Ameddig nem fajul el a helyzet, addig nem folyamodnak megfélemlítéshez. Egy lehetséges módszer az előnyösnek látszó (illúzió) lakáscsere felajánlása és aláíratása olyan emberrel, aki például szociális magányossága miatt nem rendelkezik megfelelő tanácsokat és figyelmeztetéseket adó rokonokkal, ismerősökkel; ugyanakkor valami miatt szívesen cserélne lakást. Például pénz szűkében egy komolyabb lakást egy sokkal szerényebbre. Aláírás előtt mindent tálcán kínálnak, még a költöztetést is, beleértve az átmeneti szállás felajánlását is. Csak amikor az aláírás után, az átmeneti szállásról megérkezik a tényleges színhelyre és szembesül a valósággal, akkor már jogilag nehéz a visszaút. Manapság az adás-vételi eljárás megszigorítása nehezíti az ilyen ügyletek szerződésbe foglalását és földhivatali bejegyzését.

- trükkös tolvajok. Ennek számtalan válfaja van. A lakásokba becsöngetős fajta kiadhatja magát hivatalos közegnek, aki vízcsapok vagy fűtőtestek csöpögését ellenőrzi, hamis pénzt lecserél, váratlan nyugdíjkiegészítést hoz, segélyezési kérvény gyors elintézését ígéri, stb. De előfordulhat egy sima ivóvíz vagy WC-re meneteli kérés is, vagy szinte bármi. Országúton, benzinkúti parkolóban, mondjuk miközben WC-re megy az autós, szándékos műszaki hibát okoznak, és amikor az autós az útját folytatva egy idő után érzékeli a hibát és félreáll, a trükkösök a segítségüket ajánlják. A lényeg mindig az, hogy történjen valami hihető dolog, ami meglepi és leköti a másik fél figyelmét. Eközben meglopható az áldozat, akár a lakásából, akár az autójából.

- túlzott választási ígéretek. Hazai aktuálpolitikát gondosan kerülve, nagy általánosságban megtörténhet, hogy a politikai küzdelmek során olyan ígéreteket tesznek, amelyekről eleve tudják, hogy betarthatatlanok vagy be sem akarják tartani, de kihasználják azt, hogy az átlagos polgárnak nincs megfelelő hozzáférése az ország tényleges adataihoz, és ha lenne, akkor sem lenne megfelelő gazdasági szaktudása megítélni, hogy az ígéret betartása mennyire reális.

## Nevezetes szélhámosok
Giovanni Vigliotto: Amerikai bigámista, 105 nőt vett el és fosztott ki.[forrás?]
Sante és Kenny Kimes: Amerikai anya és fia, több mint 60 bűntényt követtek el, köztük rabszolgatartást, biztosítási és ingatlancsalásokat, valamint 3 gyilkosságot.
Judy Buenoano: Amerikai biztosítási csaló és fekete özvegy, három gyilkosság szárad a lelkén.
Helen Golay és Olga Rutterschmidt: Amerikai idős hölgyek, két hajléktalant gyilkoltak meg az életbiztosításukért.
George Smith: Brit bigámista-tolvaj, három feleségét vízbe fojtotta.
Strasznof Ignác: magyar származású nemzetközi szélhámos és imposztor.
Steven Jay Russell: Amerikai szélhámos, 14 álneve és számos álruhája volt
Elek Margit: Magyar sorozatgyilkos, nevéhez hamisítások és ingatlancsalások köthetők.
Paul és Herman Petrillo: Olasz származású amerikai biztosítási csalók, akik sorozatgyilkos hálózatot tartottak fenn. Legismertebb bűntársaik Maria Favato és Rose Carina.
Victor Lustig: cseh származású amerikai svindler, aki eladta az Eiffel-tornyot.
Louis Dega: francia pénzhamisító és szélhámos.
Frank Abagnale:  híres amerikai csekkhamisító és imposztor